# Tour della nazionale maschile di rugby a 15 della Francia 1996
Nel periodo tra le edizioni della Coppa del Mondo di rugby del 1991 e del 1999, la nazionale francese di rugby union si è recata varie volte in tour oltremare Nel 1996 si reca In Argentina. Un ottimo tour con sei vittorie, due nelle quali nei "test match" con i "Pumas".
Inoltre a settembre, vi è un insolito match in Galles, il primo al di fuori dei tradizionali match del Cinque Nazioni.

## In Argentina
| Cordoba 10 giugno 1996 | Cordoba | 19 – 22 | Francia XV | Chateau Carreras |

| Buenos Aires 15 giugno 1996 | Buenos Aires | 26 – 29 | Francia XV | C.A.S.I. |

| Tucuman 18 giugno 1996 | Tucumàn | 10 – 20 | Francia XV | Club Atletico |

| Arbitro: | G.Simmonds |

| |            | |
| mete: García 2, Legora meta tecnica trasf.: Cilley 2 c.p.: Cilley | Marcatori  | mete: Castaignede, Dourthe Ntamack 2, Saint-Andre trasf.: Dourthe 3 c.p.: Dourthe |
| 15 Luis Criscuolo, 14 Martin Pfister, 13 Francisco García, 12 Fernando del Castillo, 11 Facundo Soler, 10 Jose Cilley, 9 Agustín Pichot, 8 Pablo Bouza, 7 Pablo Camerlinckx, 6 Rolando Martín, 5 Jose Simes, 4 Pedro Sporleder, 3 Mauricio Reggiardo, 2 Carlos Promanzio, 1 Roberto Grau, sostituti:, Julian Legora, Nicolás Fernández Miranda, non entrati:, Cristian Viel Temperley, Martin Palou, Omar Hasan Jalil, Gustavo Rivero | Formazioni | 15 Jean-Luc Sadourny, 14 Émile Ntamack, 13 Richard Dourthe, 12 Thomas Castaignède, 11 Philippe Saint-André, 10 Alain Penaud, 9 Guy Accoceberry, 8 Philippe Benetton, 7 Abdelatif Benazzi, 6 Fabien Pelous, 5 Olivier Roumat, 4 Olivier Merle, 3 Franck Tournaire, 2 Marc de Rougemont, 1 Christian Califano, sostituti:, Marc Lièvremont, Jean-Louis Jordana, non entrati:, Philippe Bernat-Salles, Yann Delaigue, Philippe Carbonneau, Hervé Guiraud |

| San Juan 25 giugno 1996 | San Juan | 0 – 51 | Francia XV | San Juan Rugby Club |

| Arbitro: | C. Thomas |

| |            | |
| mete: trasf.: c.p.: Cilley 5 | Marcatori  | mete: Benetton, Ntamack Pelous, Saint-Andre trasf.: Castaignede c.p.: Castaignede 3, Dourthe |
| 15 Luis Criscuolo, 14 Diego Albanese, 13 Francisco García, 12 Julian Legora, 11 Facundo Soler, 10 Jose Cilley, 9 Agustín Pichot, 8 Pablo Bouza, 7 Pablo Camerlinckx, 6 Rolando Martín, 5 Jose Simes, 4 Pedro Sporleder, 3 Mauricio Reggiardo, 2 Carlos Promanzio, 1 Roberto Grau, | Formazioni | 15 Jean-Luc Sadourny, 14 Émile Ntamack, 13 Richard Dourthe, 12 Thomas Castaignède, 11 Philippe Saint-André, 10 Alain Penaud, 9 Philippe Carbonneau, 8 Philippe Benetton, 7 Abdelatif Benazzi, 6 Fabien Pelous, 5 Olivier Roumat, 4 Olivier Merle, 3 Christian Califano, 2 Marc de Rougemont, 1 Jean-Louis Jordana, sostituti:, Stéphane Glas, Franck Tournaire, non entrati:, David Berty, Guy Accoceberry, Christophe Moni, Hervé Guiraud |

## In Galles
In un incontro in data inusuale, che solo all'ultimo i francesi decideranno di riconoscere come ufficiale, il Galles si trova in testa 14-0 dopo otto minuti con due mete, una dell'esordiente Barry Willians e poi di Ieuan Evans. Purtroppo per i gallesi si infortuna il capitano Nigel Davies e i francesi prendono in mano la partita dopo aver chiuso sotto per 21-10 il primo tempo..
Il match avrà strascichi disciplinari per le frequenti scazzottate tra francesi e gallesi.
| Arbitro: | George Gadjovich |

|                              |      |                           |
| Evans, G. Thomas, B Williams | mt   | Benazzi, Glas 2, Sadourny |
| N. Jenkins 3                 | tr   | Dourthe 4                 |
| N. Jenkins 4                 | c.p. | Dourthe 4                 |